# Liginiac

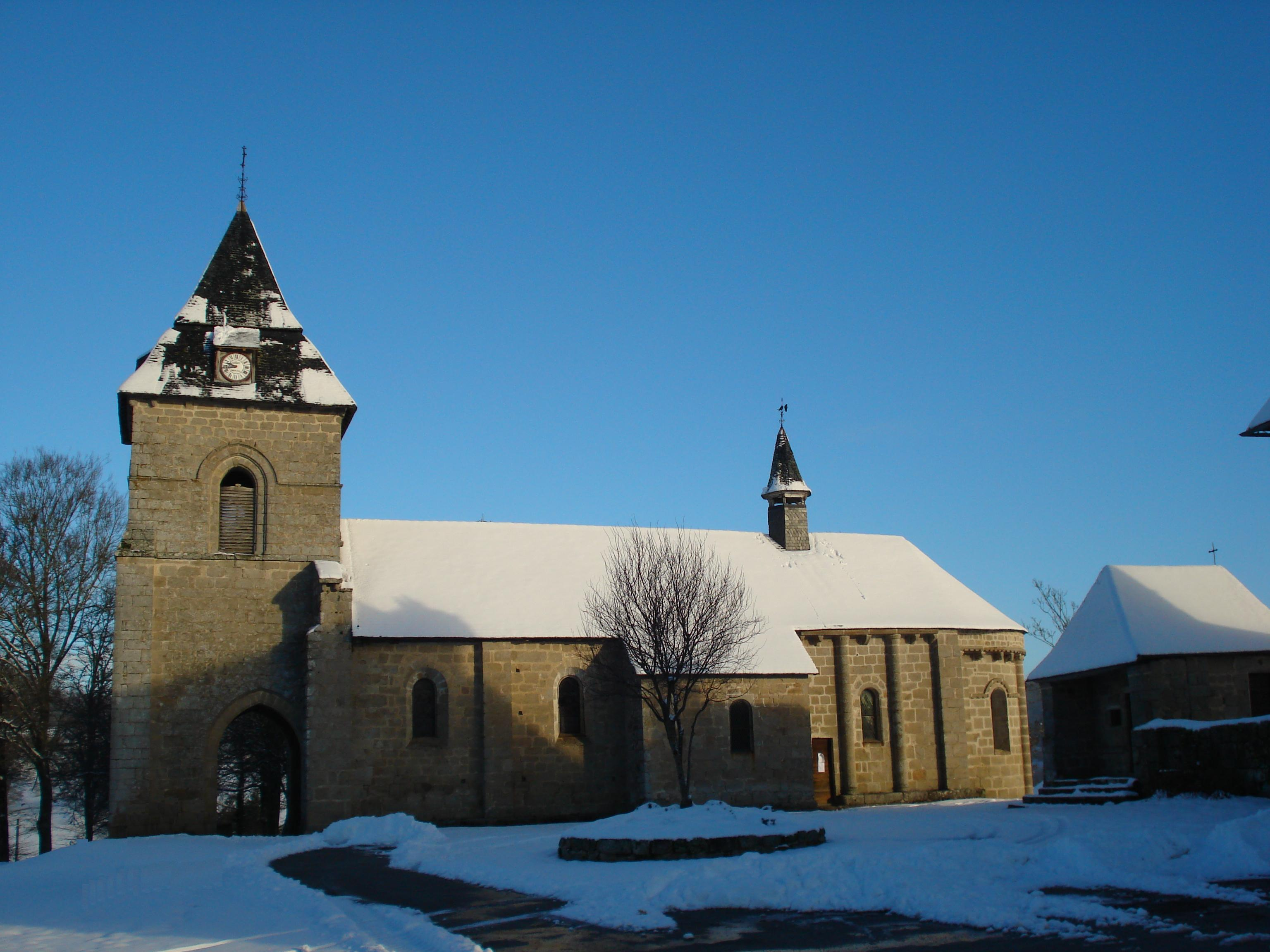
Kościół św. Bartłomieja w Liginiac, 2010

Liginiac – miejscowość i gmina we Francji, w regionie Nowa Akwitania, w departamencie Corrèze.
Według danych na rok 1990 gminę zamieszkiwały 603 osoby, a gęstość zaludnienia wynosiła 21 osób/km² (wśród 747 gmin Limousin Liginiac plasuje się na 214. miejscu pod względem liczby ludności, natomiast pod względem powierzchni na miejscu 189.).